# Luchthaven Alta
Luchthaven Alta (IATA: ALF, ICAO: ENAT) is de luchthaven van Alta, Noorwegen. Het ligt ongeveer 6 km van het centrum van Alta, vlak bij het plaatsje Elvebakken en aan de zuidkant van de Altafjord.
De luchthaven verwerkte 416.272 passagiers in 2006, een stijging van 64.735 ten opzichte van 2005. Dit maakt Alta de grootste luchthaven van Finnmark. De luchthaven heeft een geasfalteerde baan van 2088 m. Verkeer naar Alta kan per taxi of bus. Het staatsbedrijf Avinor is verantwoordelijk voor het luchtverkeer. De luchthaven is een semi-hub van de SAS Group met veel verbindingen met andere luchthaven in Finnmark en naar Oslo.
Een nieuwe terminal is in 2009 geopend. 

## Geschiedenis
De luchthaven werd op 3 maart 1963 geopend, tegelijk met Luchthaven Lakselv Banak en Luchthaven Kirkenes-Høybuktmoen. Vele jaren vloog alleen SAS vanaf Alta naar Oslo en Tromsø. Aanvankelijk vlogen Convair C440 Metropolitan-propellervliegtuigen op Alta; maar in 1969 deed Douglas DC-9 zijn intrede, en in 1986 volgde de McDonnell Douglas MD-80.
Toen in Finnmark de nieuwe regionale STOL-routes werden geopend, werd op Alta ook gevlogen door Widerøe. In 1990 wijzigde SAS haar dienstregeling in Finnmark, waardoor Alta een hub werd voor vluchten naar andere plaatsen in de regio. Deze routes werden uitgevoerd door SAS Commuter met enkele Fokker 50-toestellen met 50 zitplaatsen. Vanaf Alta werd op Oslo gevlogen met DC-9's.
Nadat SAS in 2002 Braathens had ovegernomem, voerde Braathens de routes uit. De beide luchtvaartmaatschappijen werden in 2005 samengevoegd. In 2003 nam Widerøe de routes van SAS Commuters vanaf Alta over. Vlak daarna begon de low-costmaatschappij Norwegian Air Shuttle de route vanaf Alta naar haar hub op Luchthaven Oslo Gardermoen.